# Bartolomé Flores
Bartolomé Flores (eigentlich Bartholomäus oder Barthel; * 1506 in Nürnberg; † 1585 in Talagante, Chile), der aus einer Nürnberger Familie mit Namen Blum, Blümlein oder Blümel stammte und seinen Namen später hispanisierte, war ein deutscher Händler im frühen Transatlantikhandel, Abenteurer und Konquistador in spanischen Diensten und gilt als der erste deutschstämmige Auswanderer in Chile.
Er erlernte das Handwerk eines Zimmermanns und betätigte sich als Händler. 1526 betrieb er im Auftrag von Lazarus Nürnberger eine Handelsniederlassung in Santo Domingo auf der Karibikinsel Hispaniola und ging anschließend nach Nicaragua. 1537 kam er zur Unterstützung von Francisco Pizarro nach Peru und nahm danach an der desaströs gescheiterten Konquista im Gran Chaco im heutigen Bolivien teil. 1540 schloss er sich Pedro de Valdivia auf dessen Expedition nach Chile an. Bald nach der Gründung Santiagos 1541 wurde er zum Stadtprokurator ernannt. Als verdienter Konquistador erhielt er mehrere Encomiendas, mit denen ihm Pedro de Valdivia Indios als Zwangsarbeiter und Land zur Bewirtschaftung zuwies. Er lebte mit Elvira zusammen, der Tochter eines bedeutenden Kaziken und ehemaligen Inka-Statthalters von Talagante, einer Inka-Ansiedlung in der Nähe von Santiago, und erwarb deren Ländereien. Die gemeinsame Tochter Águeda heiratete den aus Worms stammenden Hauptmann Pedro Lisperguer und begründete die Encomendero-Familie Lisperguer. Flores betätigte sich in Landwirtschaft und Weinbau in der Umgebung von Santiago bei Viña del Mar, auf seinen Besitzungen bei Talagante und in Putagán in der Maule-Gegend. Er unterhielt eine Getreidemühle in Santiago, war Baumeister der 1557 fertig gestellten Kirche der neuen Hauptstadt und gehörte zu den wohlhabenden Männern Santiagos. Flores verfasste am 11. November 1585 sein Testament und starb bald darauf.

## Leben

### Herkunft
Bartholomäus wurde nach eigenen Angaben wohl 1506 in der Freien Reichsstadt Nürnberg als Sohn eines „Juan Flores“ (Hans Blum oder Blümlein, in der älteren Literatur auch „Blumenthal“ genannt) und einer „Agueda Juberi“ oder „Jubert“ (wohl Agatha, als Nachname wird auch Wel(t)zer genannt) geboren. Er hat dies im Jahr 1565 bekundet, als er angab 59 Jahre alt zu sein, beziehungsweise 1585 in seinem Testament erklärt. Bei anderer Gelegenheit gab er allerdings auch an, 1511 geboren worden zu sein. Es sind zahlreiche Variationen seines Namens bekannt. Der Vorname lautete ursprünglich Bartholomäus oder Barthel. Als Nachnamen finden sich neben „Blumenthal“ auch die Rekonstruktion zu „Blumen“ (wörtliche Rückübersetzung von Flores), sowie die Varianten Plum, Plümlein oder Plümel (diese Nachnamen sind in Nürnberg nachweisbar). Er selbst nannte sich entsprechend den zeitüblichen Gepflogenheiten auf Spanisch „Bartolomé Flores“.

### Händler in der Karibik
Bartholomäus hatte den Beruf des Zimmermanns erlernt. 1525 hatten Lazarus Nürnberger und Jakob Cromberger als erste Deutsche vom Kaiser eine Handelslizenz für den Transatlantikhandel in Sevilla und Amerika erhalten. Nürnberger entsandte Bartholomäus als Faktor (Geschäftsführer) nach Santo Domingo auf der Karibikinsel Hispaniola. Dort kam er gegen Ende 1526 an und war neben Diego de Mendieta und Juan Francisco der dritte Faktor der Gesellschaft Nürnberger/Cromberger. In der Karibik handelte er hauptsächlich mit Perlen, Edelsteinen, Zucker, Gold und mit „weißen, gelben und schwarzen Sklaven“. 1527 kaufte er einen mit Perlen und einem Smaragd besetzten Spiegel, der nach Europa exportiert wurde. Der Smaragd erwies sich im Nachhinein als unecht und Bartholomäus wurde mit den anderen beteiligten Händlern in einen Prozess verwickelt. Ebenfalls 1527 verkaufte er Nürnbergers Schiff La Librera, wahrscheinlich an Ambrosius Ehinger.
Um 1530 begab er sich aufs Festland und erhielt wahrscheinlich 1531 ein eigenes Handelspatent für Mittelamerika. Er hielt sich anschließend vermutlich zwei Jahre lang in Sevilla auf, kehrte dann nach Santo Domingo zurück und gelangte schließlich nach Nicaragua, von wo er mit anderen Konquistadoren nach Peru aufbrach. Etwa in dieser Zeit hispanisierte er seinen Namen und nannte sich fortan Bartolomé Flores.

### Konquista in Peru und Bolivien
1537 befand sich Bartolomé Flores in Peru. Er hielt sich in dem Gebiet auf, wo Diego de Fuenmayor mit 400 Soldaten aus dem Karibikraum anlandete zur Unterstützung des Gouverneurs Francisco Pizarro. Wahrscheinlich bei dieser Gelegenheit lernte er den Konquistador Pedro de Valdivia kennen, den zukünftigen Gouverneur von Chile. Fünf Jahre zuvor hatte Francisco Pizarro das Zentrum des Inkareiches in Peru unter seine Kontrolle gebracht. Nun hatten die Inka einen Aufstand organisiert und bekämpften die spanischen Besatzer recht erfolgreich. Im Nazca-Tal schloss sich Flores den Truppen Pizarros an und zog mit ihnen nach Cusco. Der Aufstand der Inkas war mittlerweile zusammengebrochen, und im April 1538 begann mit der Schlacht von Las Salinas zwischen den Pizarro-Brüdern und dem aus Chile zurückgekehrten Konquistador Diego de Almagro ein lang andauernder Bürgerkrieg zwischen den spanischen Konquistadoren. Noch im selben Jahr schloss sich Bartolomé Flores einer Expedition von Pedro de Candía und Diego de Rojas in den Gran Chaco an. Daran nahmen auch Francisco de Villagra und Rodrigo de Quiroga teil, beide zukünftige Gouverneure von Chile. Die Expedition führte zur Entdeckung des Tarija-Tals und des Volks der Chiriguanos und endete in einem Desaster.

### Konquista in Chile

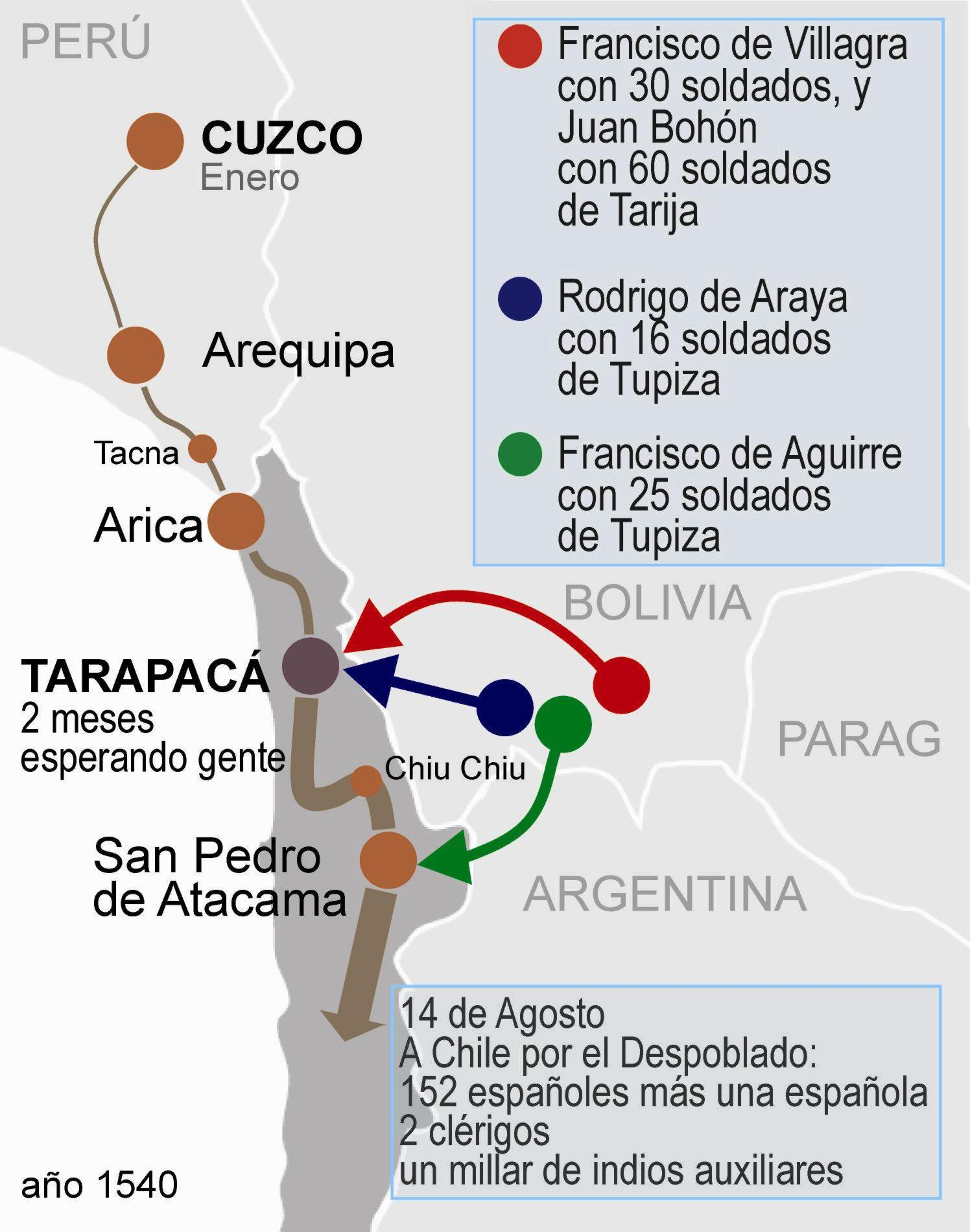
Karte der Expedition Valdivias. Unter den Konquistadoren, die während des zweimonatigen Zwischenaufenthalts in Tarapacá vor der Durchquerung der Atacama-Wüste zu Valdivia stießen, befand sich Flores.

Pedro de Valdivia hatte von Francisco Pizarro eine Lizenz zur Konquista Chiles erhalten und befand sich ab Januar 1540 mit einem kleinen Tross unterwegs von Cuzco aus in Richtung Süden. Die glücklosen Expeditionäre im Gran Chaco erfuhren davon, und etwa 110 von ihnen, darunter auch Flores, schlossen sich Valdivia im März in Tarapacá an. Dadurch erhöhte sich die Anzahl der Soldaten im Chile-Expeditionskorps auf etwa 170. Flores soll Valdivia 12.000 Goldpesos (1 Goldpeso entsprach etwa 1/100 Pfund Feingold), 30 Yanaconas (Inka-Diener/Sklaven), zwei Sklaven und wertvolle Pferde geliehen haben und erhielt sogleich ein Amt. Weil er schreiben konnte, wurde er Nachlassverwalter für die Verstorbenen, die kein Testament hinterließen.
Am 12. Februar 1541 wurde Santiago del Nuevo Extremo gegründet, die heutige Hauptstadt Chiles. Dabei hatte Pedro de Valdivia die Picunche-Ureinwohner aufgefordert, sich ihm unterzuordnen – wenn nicht freiwillig, dann eben mit Gewalt. Er verlangte vom Kaziken Huelén-Huara, mit seinen Leuten das Gelände am Fuß des Hügels Huelén zu räumen und in die etwa 40 km südwestlich am Río Maipo gelegene Inka-Siedlung Talagante umzuziehen, weil er am Fuß des Hügels die Stadt gründen wollte. Flores war der einzige von Valdivias Hauptleuten, der nicht an der Gründungszeremonie teilnahm, weil er am Vortag von einem Ausritt mit einer Gruppe Soldaten nicht zurückgekommen war. In den Sitzungsprotokollen des Cabildo, der kolonialen Stadtregierung von Santiago, wurde Bartolomé Flores zum ersten Mal am 10. Juni 1541 erwähnt. Am 11. August 1541 wurde er durch den Cabildo als Nachfolger des hingerichteten Antonio de Pastrana zum Stadtprokurator, einer Art Stadtkämmerer ernannt.
Am 12. Januar 1544 war Flores unter den 60 ersten Konquistadoren, die von Pedro de Valdivia eine Encomienda zugewiesen bekamen. Das bedeutete, dass ihm ein bestimmtes Gebiet mit einer festgelegte Anzahl von Indios zugeteilt wurde, die für ihn arbeiten mussten. Weil bei dieser Gelegenheit üblicherweise mehr Land verteilt wurde, als tatsächlich zur Verfügung stand, gab es bald Streitigkeiten unter den Konquistadoren und am 6. Juli 1546 präsentierte Flores dem Cabildo einen Vorschlag zur Revision der Zuteilungen. Daraufhin reduzierte Valdiva am 25. Juli 1546 die Anzahl der Encomenderos auf 32, wobei Flores einer der Begünstigten blieb.
Flores’ Encomienda lag in einem der begehrtesten Gebiete nördlich der Stadt an dem Hügel Santa Lucía. Das Land, das dem Kaziken Pualpilla gehört hatte, galt als besonders attraktiv und gut zu bewirtschaften, weil es an einem Bewässerungskanal lag, den schon die Inka angelegt hatten. Später vergrößerte Flores seine Ländereien durch Zukäufe von anderen Konquistadoren in Quilicura (1555) und Tobalaba. Er betrieb Weinbau, Viehzucht (Pferde, Schweine) und baute Feldfrüchte an (Weizen, Gerste, Mais, Bohnen).
Am 29. August 1548 erhielt Flores vom Cabildo eine Lizenz zum Bau einer wassergetriebenen Getreidemühle, die er auf der Nordostseite der Anhöhe Santa Lucía errichtete.
Am 2. Januar 1549 gab Flores sein Amt als Prokurator an Pedro de Miranda ab und wurde durch den Cabildo zum Kirchenvorsteher von Santiago ernannt.
Am 1. August 1549 wurden ihm von Pedro de Valdivia weitere Encomiendas in Talagante und in Putagán bei Linares in der Region Maule zugewiesen. Für die Bewohner dieser Gebiete bedeutete das neben der turnusmäßigen Zwangsarbeit, dass Flores die besten Lagen für sich in Anspruch nahm und die Indios zwangsweise auf minderwertiges Land abseits ihrer angestammten Quartiere umsiedelte. Das war die übliche Verfahrensweise bei der Kolonisierung Südamerikas.
Wenig später unternahm er eine Reise nach Lima. In Talagante ließ er seine Weinberge von sechs indianischen Aufsehern bewirtschaften. 1553 befand er sich wieder in Santiago.
Ab 1550 begann Flores Fuhrwerke zu bauen, was von der Stadtregierung durch den Bau von Brücken in Santiago gefördert wurde.
1552 wurde Flores zusammen mit Antonio Bobadilla, Sebastián de Segovia und Francisco de Gálvez beauftragt für 9000 Goldpesos die Kirche von Santiago neu zu bauen. Am 31. März 1556 forderte ihn der Cabildo auf, die Kirche endlich fertigzustellen, bevor der Winter hereinbrechen würde. Ihm wurde angedroht, dass, wenn er nicht genügend Zimmerleute einsetzen würde, Beauftragte der Stadt die Sache in die Hand nehmen könnten und auf seine Kosten weitere Arbeiter einstellen würden. Die Fertigstellung dauerte dann noch bis 1557.
Wohl schon seit 1547 war er mit einer Elvira genannten Häuptlingstochter „verheiratet“, der einzigen Tochter eines Kaziken, den die Spanier Don Bartolomé de Talagante nannten und der ein bedeutender Statthalter der Inkas gewesen war. Elvira verwaltete den Besitz ihrer Familie in Aculeo südlich von Talagante und gilt als eine von nur zwei bekannten weiblichen Kaziken in Chile. Sie blieb auch unter Pedro de Valdivia die formelle Besitzerin des Landes. Als „Ehemann“ gewann Bartolomé Flores beträchtliche Autorität auf seiner Encomienda und erweiterte seinen Besitz um den seiner Frau. Seinen „Schwiegervater“ behandelte er großzügig und schenkte ihm Land und mehrere Diener. Bartolomé und Elvira hatten eine gemeinsame Tochter, Águeda Flores (* 1541, † 1632), die später den aus Worms stammenden Konquistador Pedro Lisperguer (Peter Lisperger) heiratete, der um diese Zeit als Bürgermeister von Santiago amtierte. Eine Enkelin dieses Paares ist die Encomienda-Besitzerin Catalina de los Ríos y Lisperguer, genannt „La Quintrala“, die mehr als 40 Menschen ermordet oder ermorden lassen haben soll und wegen ihrer sadistischen Folterpraktiken noch Jahrhunderte später als berüchtigte Schreckensgestalt im Bewusstsein blieb. Bartolomé Flores soll auch noch eine zweite Tochter namens Barbola oder Bartola gehabt haben, die er angeblich selbst vergiftet haben soll, sowie einen Sohn namens Bartolomé. Diese beiden Kinder wurden in Peru geboren.
Im März 1554 wurde das Hospital del Socorro gegründet, für das Flores 160 Goldpesos spendete.
1563 verlieh Pedro de Villagra, der Nachfolger Pedro de Valdivias, Flores das Eigentumsrecht am Mallarauco-Tal nördlich von Talagante. Das Gebiet war Eigentum der Indios von Talagante, die Flores’ Encomienda unterstanden, und er hatte dort eine Estancia eingerichtet.
1567 stiftete er seine Getreidemühle am Hügel Santa Lucía dem Hospital San Juan de Dios.
Zu seinen umfangreichen Besitztümern gehörte auch die Estancia Arbol Copado, auf deren Gebiet die Siedlung Viña del Mar erstand, die ab 1855 zur Stadt heranwuchs. Diese Estancia war auch unter dem Namen Las Siete Hermanas („Die sieben Schwestern“) bekannt, wegen der sieben Hügel, die sie begrenzten.
Am 11. November 1585 errichtete Bartolomé Flores sein Testament, mit dem er seine uneheliche Tochter Águeda anerkannte und zu seiner alleinigen Erbin einsetzte. Bald darauf verstarb er in Talagante. Bartolomé Flores galt als einer der reichsten Einwohner Santiagos.